# Vârful Muntele Mare, Muntele Mare
Vârful Muntele Mare, Muntele Mare este, la cei 1.826 m ai săi, cel mai înalt vârf al grupei montane Muntele Mare, care este situat în partea estică a Munților Apuseni. 